# 新北市立板橋高級中学
新北市立板橋高級中学（しんほくしりついたばしこうきゅうちゅうがく、英語: New Taipei Municipal Panchiao Senior High School）は、台湾新北市にある全日制高校。

## 沿革
1946台北県板橋中学校として開校

## 歴代校長
1. 朱驕陽（1946-1947）
2. 吳景星（1947-1948）
3. 梅志潔（1948-1952）
4. 陳忠信（1952-1954）
5. 梁惠溥（1954-1956）
6. 張世森（1956-1958）
7. 崔德禮（1958-1959）
8. 汪洋（1959-1967）
9. 羅首庶（1967-1977）
10. 傅元湘（1977-1983）
11. 張鎮民（1983-1990）
12. 施明發（1990-1995）
13. 林山太（1995-1999）
14. 蘇秋永（1999-2004）
15. 張輝政（2004-2012）
16. 高栢鈴（2012-2017）
17. 賴春錦（2017-）